# Serrada de la Fuente
Serrada de la Fuente es una localidad española del municipio de Puentes Viejas, en la Comunidad de Madrid.

## Historia
A mediados del siglo XIX, el lugar, por entonces con ayuntamiento propio, tenía contabilizada una población de 115 habitantes. Aparece descrito en el decimocuarto volumen del Diccionario geográfico-estadístico-histórico de España y sus posesiones de Ultramar de Pascual Madoz de la siguiente manera:

SERRADA: l. con ayunt. de la prov. y aud. terr. de Madrid (13 leg.), part. jud. de Torrelaguna (3 1/2), c. g. de Castilla la Nueva, dióc. de Toledo (25). sit. en la falda N. de la sierra titulada la Muger Muerta; le combaten con mas frecuencia los vientos N.; el clima es muy frio y sus enfermedades mas comunes catarrales y pulmonías: tiene 34 casas muy inferiores; la de avunt. que sirve á la par de cárcel, escuela de instruccion primaria comun á ambos sexos dotada con 280 rs.; una fuente de buenas aguas de las cuales se utizan los vec. para sus usos, y una igl. parr. (San Andrés) con curato de entrada y de provision ordinaria. El térm. confina N. Paredes; E. Puebla de la Muger Muerta; S. Robredillo, y O. Mangiron: se estiende 1/2 leg. de N. á S. é igual dist. de E. á O., y comprende una deh. pequeña con algunos robles y monte bajo, y diferentes prados naturales con medianos pastos: el terreno es árido, seco y de inferior calidad. caminos: los que dirigen á los pueblos limítrofes en mal estado: el correo se recibe en Buitrago por los mismos interesados. prod.: poco trigo, centeno y pastos; matiene ganado lanar negro y vacuno y cria alguna caza menor. ind.: la agrícola. pobl.: 19 vec., 115 alm. cap. prod.: 733,430 rs. imp.. 30,723. contr.: 9'65 por 100.
(Madoz, 1849, p. 200)

El municipio de Serrada de la Fuente desapareció en 1975, al fusionarse con los de Mangirón, Cincovillas y Paredes de Buitrago para formar el nuevo término municipal de Puentes Viejas. En 2023 la entidad singular de población de Serrada de la Fuente tenía empadronados 89 habitantes y el núcleo de población 80 habitantes.